# Woody Sauldsberry
Woodrow Sauldsberry Jr. dit Woody Sauldsberry (né le 11 juillet 1934 à Winnsboro, Louisiane - et mort le 3 septembre 2007 à Baltimore) est un ancien joueur américain professionnel de basket-ball ayant évolué en NBA.

## Biographie
Sauldsberry fut étudiant au lycée Compton Union où il était une star, puis évolua à l'Université Texas Southern. En 1957, il fut drafté par les Warriors de Philadelphie (désormais les Warriors de Golden State). L'année suivante, en 1958, il fut nommé NBA Rookie of the Year, en étant le deuxième Afro-américain à remporter le trophée. En 1959, il joua le NBA All-Star Game. Il joua par la suite aux Hawks de Saint-Louis, aux Packers de Chicago, aux Zephyrs de Chicago et aux Celtics de Boston.
Durant les années 1950, Sauldsberry fit partie des Harlem Globetrotters.

## Palmarès
- Élu Rookie de l'année en 1958
- Sélectionné pour le All-Star Game 1959
- Champion NBA en 1966 avec les Celtics de Boston